# Lunds studentsångare hälsar våren

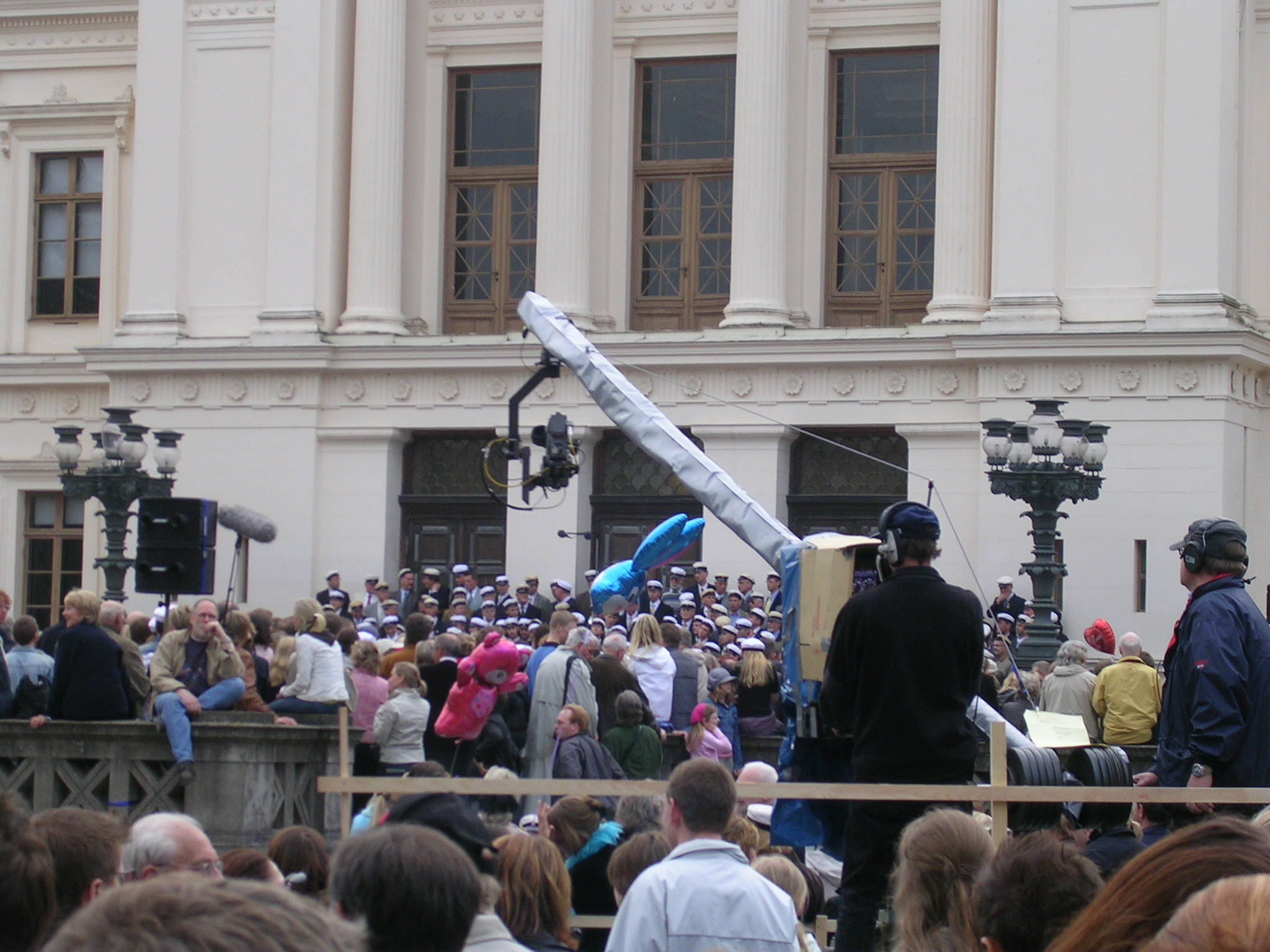
Produktion av programmet 2005

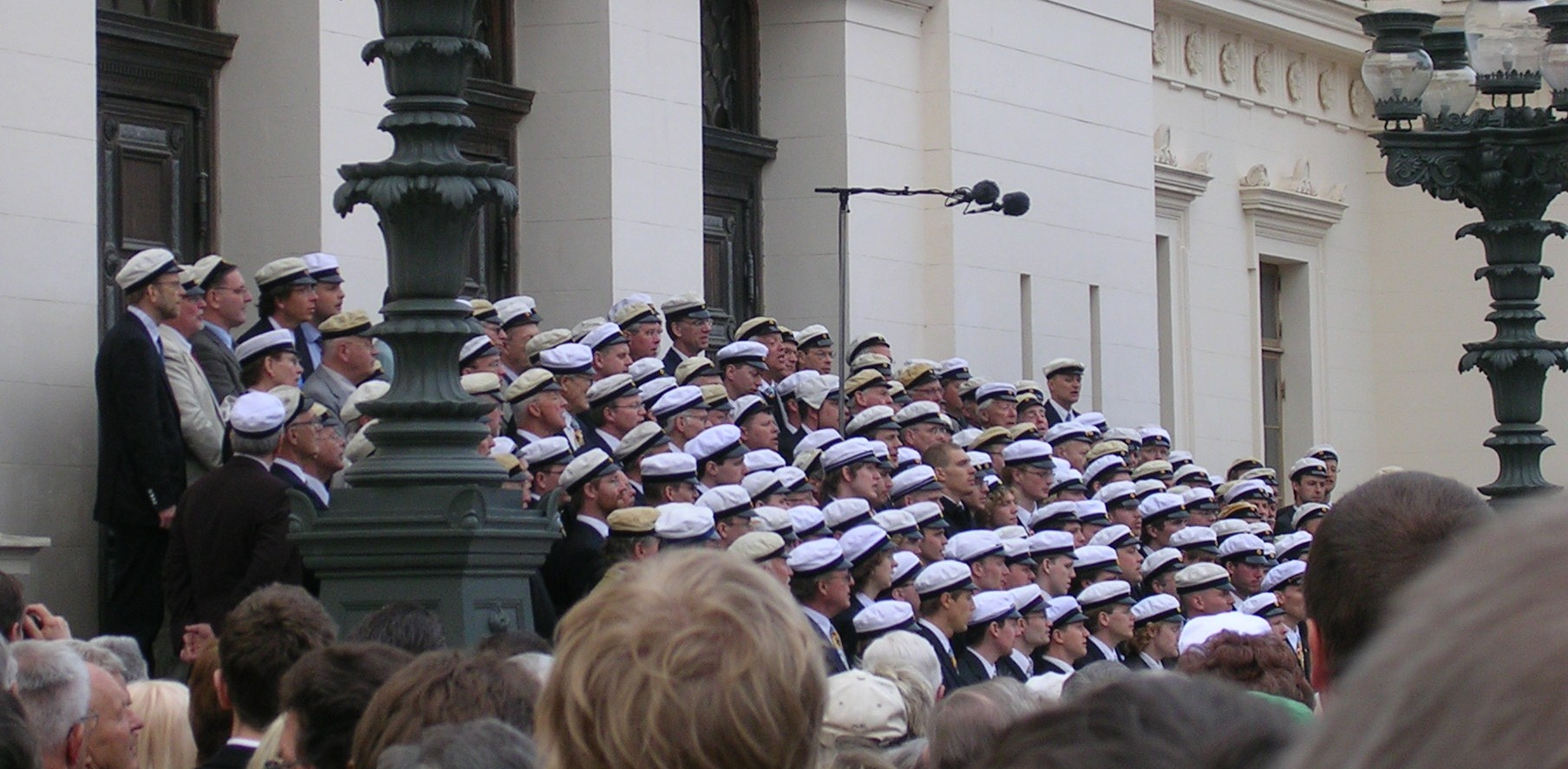
Studentsångarna 2005.

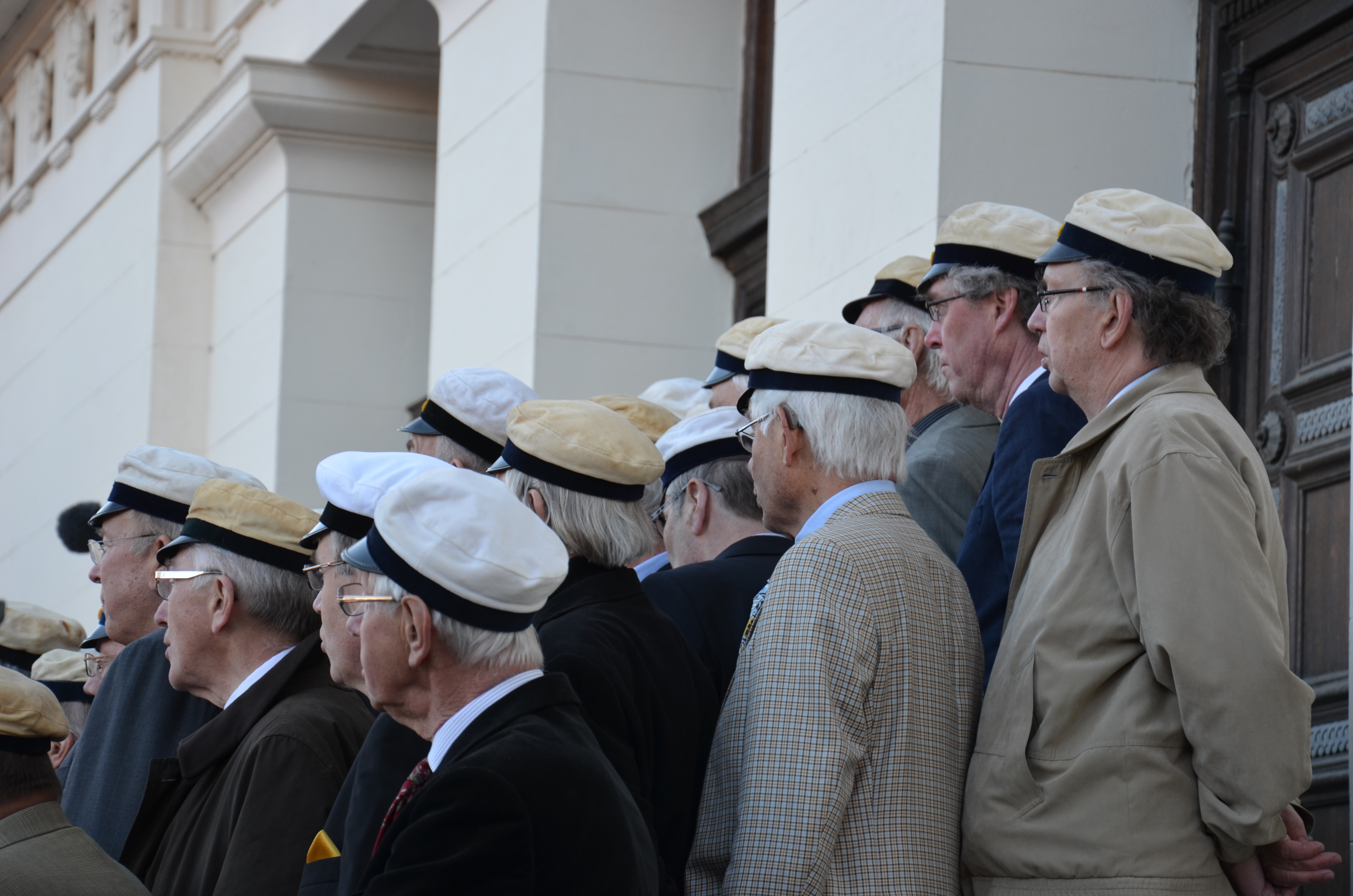
Seniorer i studentsångföreningen, första maj-konserten 2012.

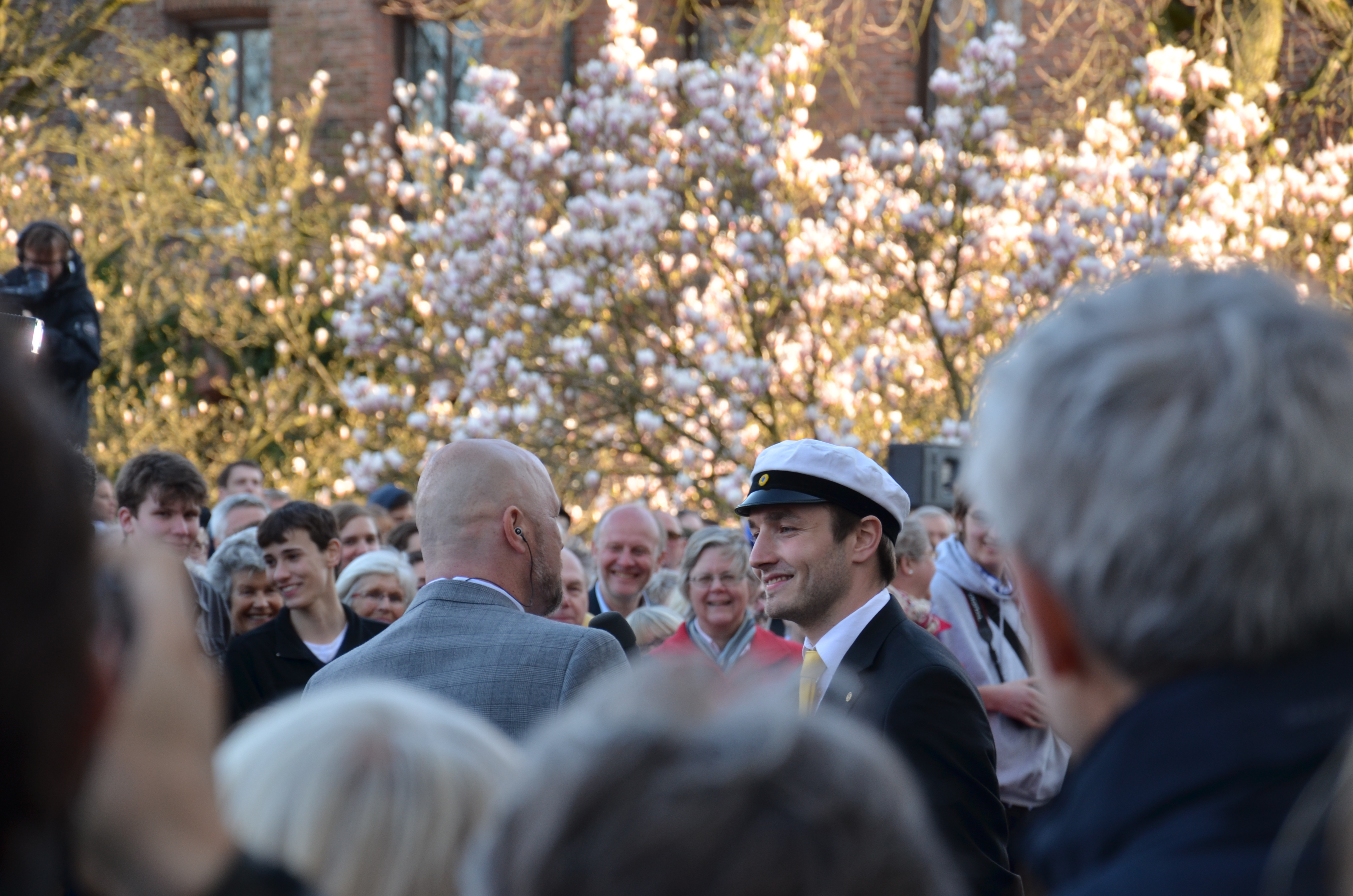
Studentsångare intervjuas i den TV4-sända första maj-konserten 2012.

Lunds studentsångare är ett tv-program som sänds på första maj från universitetshusets trappa i Lund där såväl aktiva sångare som veteraner inom Lunds Studentsångförening sjunger Längtan till landet, Majsång, Vårsång och andra traditionella vårsånger.

## Sändningshistorik
Konserten började sändas i radio under 1920-talet och det första programmet i TV kunde sändas år 1974 under namnet I den härliga vårsolens glans. Därefter sändes programmet årligen i SVT, undantaget 1980, då sändningarna fick ställas in på grund av en strejk. Åren 1989–2005 sändes programmet under det nedkortade namnet I vårsolens glans.
År 2006 meddelades det att Sveriges Television valt att inte sända programmet för att i stället lägga pengar på sportsändningar. SVT sade i samband med detta att ett äldre program skulle sändas i repris istället. I april blev det dock klart att TV4 skulle ta över sändningen. År 2006 visade SVT en repris från 1991 med en nyinspelad inramning, men gick följande år över till att sända första majfirande från andra delar av landet i stället. 
Efter TV4:s första sändning förband sig kanalen att sända programmet även år 2007 vilket skedde under namnet Lunds studentsångare hälsar våren. 16 maj 2008 tecknade TV4-gruppen ett nytt avtal med Lunds Studentsångförening om att TV-sända konserten i fem år framåt.
2016 krockade sändningstiden med Bingolotto varpå TV4 valde att avstå från produktionen. Det resulterade i att SVT åter igen stod som värd för sändningen under namnet Lunds studentsångare 1 maj – från och med 2019 under enbart Lunds studentsångare. 2018 valde SVT till en början att lägga ner programmet, men ändrade sig efter hård kritik från tv-tittarna, och programmet sändes sedvanligt. På grund av coronaviruspandemin sändes år 2020 och 2021 för första gången förinspelade inslag med enbart den aktiva kören.

## Repertoar
Repertoaren brukar vara i stort sett densamma varje år, och består av vårsånger och folkvisor ur stamsångsrepertoaren för manskör. Vanliga sånger är t.ex.
| Stycke                                         | Text och musik                                                                      |
| ---------------------------------------------- | ----------------------------------------------------------------------------------- |
| Längtan till landet (”Vintern rasat”)          | Herman Sätherberg (text), Otto Lindblad (musik)                                     |
| Vårsång (”Glad såsom fågeln”)                  | Herman Sätherberg (text), Prins Gustaf (musik)                                      |
| Uti vår hage                                   | Trad. (text), Hugo Lutteman/Hugo Alfvén (musik/arr.)                                |
| Liten fågel (”Till skogs”)                     | Per Daniel Amadeus Atterbom (text), Otto Lindblad (musik)                           |
| Serenad (”Stjärnorna tindra re’n”)             | Jacob Axel Josephson (text/musik)                                                   |
| Vårsång (”Vårliga vindar draga”)               | Frithiof Grafström (text), Jacob Axel Josephson (musik)                             |
| Majsång (”O hur härligt majsol ler”)           | Johann Heinrich Voss (text), Carl Wilhelm Böttiger (övs.), Friedrich Kuhlau (musik) |
| Under rönn och syrén (”Blommande sköna dalar”) | Zacharias Topelius (text), Herman Palm (musik)                                      |
| Lundagård                                      | Adolf Anderberg (text), Josef Hedar (musik)                                         |
| Ångbåtssång                                    | Otto Lindblad (text/musik)                                                          |
| Kristallen den fina                            | Trad./Otto Fredrik Tullberg (arr.)                                                  |
| Studentsången (”Sjungom studenten”)            | Herman Sätherberg (text), Prins Gustaf (musik)                                      |

## Tittarsiffror
| Tittarantal genom åren             | Tittarantal genom åren | Tittarantal genom åren | Tittarantal genom åren |
| År                                 | Kanal                  | Tid                    | Tittare                |
| ---------------------------------- | ---------------------- | ---------------------- | ---------------------- |
| 1994                               | TV2                    | 18.00                  | 345 000                |
| 1995                               | TV2                    | 18.00                  | 570 000                |
| 1996                               | SVT2                   | 18.00                  | 625 000                |
| 1997                               | SVT2                   | 18.15                  | 860 000                |
| 1998                               | SVT2                   | 18.15                  | 745 000                |
| 1999                               | SVT2                   | 18.15                  | 890 000                |
| 2000                               | SVT2                   | 18.15                  | 995 000                |
| 2001                               | SVT2                   | 18.15                  | 850 000                |
| 2002                               | SVT2                   | 18.15                  | 920 000                |
| 2003                               | SVT2                   | 18.15                  | 920 000                |
| 2004                               | SVT2                   | 18.15                  | 690 000                |
| 2005                               | SVT1                   | 18.15                  | 850 000                |
| 2006                               | SVT1                   | 16.25                  | 420 000                |
| 2006                               | TV4                    | 18.15                  | 460 000                |
| 2007                               | TV4                    | 18.15                  | 630 000                |
| 2008                               | TV4                    | 18.15                  | 645 000                |
| 2014                               | TV4                    | 18.00                  | 359 000                |
| 2015                               | TV4                    | 18.00                  | 340 000                |
| 2016                               | SVT2                   | 18.00                  | 264 000                |
| 2017                               | SVT2                   | 18.00                  | 389 000                |
| 2018                               | SVT1                   | 18.15                  | 809 000                |
| 2019                               | SVT1                   | 18.15                  |                        |
| 2020                               | SVT1                   | 18.15                  | 852 000                |
| 2021                               | SVT1                   | 19.00                  | 690 000                |
| 2022                               | SVT1                   | 18.15                  | 599 000                |
| 2023                               | SVT1                   | 18.15                  | 602 000                |
| 2024                               | SVT1                   | 18.15                  | 442 000                |
| Källa: Mediamätning i Skandinavien |                        |                        |                        |